# Flexamia texana
Flexamia texana är en insektsart som beskrevs av Young och Bryan Patrick Beirne 1958. Flexamia texana ingår i släktet Flexamia och familjen dvärgstritar. Inga underarter finns listade i Catalogue of Life.